# تزجيج
التزجيج هو عملية تحويل المادة إلى مادة صلبة غير متبلورة شبيهة بالزجاج خالية من أي بنية بلورية، إما عن طريق التخلص السريع من الحرارة أو إضافة المزيد من الحرارة أو خلطها مع إضافات.

## التزجيج في العالم القديم
لا يمكننا الإنكار في أن الإنسان القديم قد أبدع في مجالات شتى، وتم الاستفادة من هذه الإبداعات قد ساهمت بشكل كبير في تطوير العالم الحديث. ومن هذه الاكتشافات ((التــزجيــج))
فمن مكون ات التزجيج الطبيعية التي كان الا نسان يستخدمها في العالم القديم هي الصلصال، ويدخل في تركيبها عدد من المواد : الشمع والسيلكا، فكان الا نسان القديم أول من ابتدأ هذا الابتكار